# Betaproteobacteris
Els Betaproteobacteris (Betaproteobacteria) és una classe de Proteobacteris. Els Betaproteobacteris són com tots els Proteobacteris, gram-negatius.
Els Betaproteobacteria consten de diversos grups de bacteris aeròbics o facultatius, tots ells cotenen gèneres quimiolitotròfics (per exemple el gènere Nitrosomonas) i alguns fototròfs (membres dels gèneres Rhodocyclus i Rubrivivax). Els Betaproteobacteria tenen un paper en la fixació del nitrogen produint nitrit que les plantes aprofiten. Molts d'ells es troben en les aigües i el sòl. Les espècies patògenes són la família Neisseriaceae (gonorrea i meningitis) i espècies dins el gènere Burkholderia.
Els ordres i les famílies inclouen:
- Burkholderiales
  - Alcaligenaceae
  - Burkholderiaceae
  - Comamonadaceae
  - Oxalobacteraceae
- Neisseriales
  - Neisseriaceae
- Hydrogenophilales
  - Hydrogenophilaceae
- Methylophilales
  - Methylophilaceae
- Nitrosomonadales
  - Gallionellaceae
  - Nitrosomonadaceae
  - Spirillaceae
- Rhodocyclales
  - Rhodocyclaceae